# Tecolotlán
Tecolotlán es una localidad del estado mexicano de Jalisco. Es la cabecera del municipio de Tecolotlán.

## Toponimia
El nombre «Tecolotlán» proviene de los términos en náhuatl: tecolotl, tecolote; tlan, lugar de abundancia. Su significado es «Lugar donde abundan los tecolotes».

## Demografía
| Gráfica de evolución demográfica |
|                                  |

| Censo | Población |
| ----- | --------- |
| 1900  | 3 656     |
| 1910  | 3 426     |
| 1921  | 3 922     |
| 1930  | 4 192     |
| 1940  | 4 266     |
| 1950  | 4 837     |
| 1960  | 4 831     |
| 1970  | 6 190     |
| 1980  | 6 591     |
| 1990  | 7 031     |
| 2000  | 8 174     |
| 2010  | 9 189     |
| 2020  | 9 668     |